# The Perfect Game
The Perfect Game is een dramafilm uit 2009 geregisseerd door William Dear, en is gebaseerd op het boek met diezelfde naam geschreven door W. William Winokur.

## Verhaal
De film gaat over een groepje jongens uit Monterrey, Mexico, die het eerste winnende  niet-U.S.team in de Little League World Series in 1957 werden. Het is gebaseerd op een waar gebeurd verhaal over 9 kinderen die naar Amerika gaan en die eerst veel kritiek moeten verdragen totdat ze het allerbeste American Little League Baseball team in 1957 verslagen. 

## Rolverdeling
- Clifton Collins jr. als Cesar L. Faz
- Cheech Marin als Padre Esteban
- Moises Arias als Mario Ontiveros
- Jake T. Austin als Angel Macias
- Ryan Ochoa als Norberto Villareal
- Carlos Padilla als Baltazar Charles
- Jansen Panettiere als Enrique Suarez
- Carlos Gómez als Umberto Macias
- Emilie de Ravin als Frankie
- Patricia Manterola als Maria
- Louis Gossett jr. als Cool Papa Bell
- William May als Juan
- Bruce McGill als Tanner
- David Koechner als Charlie
- Frances Fisher als Betty
- Samantha Boscarino als Gloria Jimenez
- Wyatt Smith als Jarrett
- Marc Musso als Tommy
- Tracey Walter als Police Officer
- Matt Battaglia als Coach Terrence
- Sonya Eddy als Rose
- Ramón Franco als Sr. Villarreal
- Robert Blanche als Bridgeport Coach
- Ron Roggé als Umpire
- Alejandro Chabán als Javier
- Aaron Thompson als Cleon
- John Cothran Jr. als Clarence (as John Cothran)
- Mario Quinonez Jr. als Gerado Gonzales
- Anthony Quinonez als Fidel Ruiz
- Alfredo Rodríguez als Jose "Pepe" Maiz
- Gabriel Morales als Ricardo Trevino